# Elsa Solal
Œuvres principales
- Démons aux anges (2001)
- L'Autre Guerre (2003)
- Battements d'ailes : clichés féminins/masculins aujourd'hui (2015)

Elsa Solal, née en 1963, est une dramaturge et femme de lettres française.

## Biographie
Originaire de Grenoble, Elsa Solal suit des études de linguistique, avant de démarrer un parcours d'auteure, de metteure en scène et de comédienne. Auteure pour le jeune public, elle participe également à la rédaction de documentaires et de dramatiques radio pour France-Culture, ainsi que de scénarios pour la télévision française,.

## Carrière professionnelle

### Littérature
Elle contribue à la publication de biographies contemporaines pour les éditions Actes Sud Junior, telles les vies et engagements des militantes féministes Olympe de Gouges et Angela Davis,. Pour Leonard Peltier : « Non au massacre du peuple indien », l'auteure revient sur le parcours de ce militant amérindien emprisonné à vie en 1976, pour le meurtre supposé de deux agents du FBI.
En 1994, elle obtient une bourse du Centre national du livre. En 2000, elle est lauréate, avec l'auteur Mohamed Kacimi, du prix Beaumarchais du Figaro.

### Théâtre
Elle a été chargée de la direction et des publications du numéro Transmettre de la revue du Centre national des écritures du spectacle (CNES). Elle est à l'origine de l'écriture et de la mise en scène de différentes pièces pour le théâtre contemporain français.
À la demande de Moïse Touré, membre d'une compagnie de théâtre basée à Grenoble, elle entre en contact avec l'association Solidarité femmes de Grenoble et commence un travail d'écriture sur la violence dans la sphère privée. De cette collaboration naît le texte L’Autre Guerre, adapté à plusieurs reprises, notamment en 2003 sur la scène nationale de Cergy-Pontoise, avant d'entamer une tournée en France et au Québec.
En 2015, elle coécrit les textes Battements d'ailes : Clichés féminins/masculins aujourd'hui et Portraits d'habitants, avec Dominique Loiseau et Alain Pierremont. Le collectif Quelques-unes d'entre nous s'est constitué après les révoltes d'octobre et novembre 2005, pendant lesquelles le groupe de femmes de l'association de la maison des Tilleuls avait été mobilisé aux côtés des habitants du Blanc-Mesnil en Seine-Saint-Denis. L'ouvrage s’appuie sur le fruit des groupes de parole et d'écriture mis en place à cette période. Un travail de fond qui vise pour ces femmes à se réapproprier la parole en s'interrogeant sur leur place dans la société. Ces textes sont adaptés au théâtre la même année.

## Publications

### Ouvrages
- Il était une fois le monde, Mohamed Kacimi, Elsa Solal, éditions Dapper, Collection Au bout du monde, 93 p., 2001  (ISBN 2906067768).
- Le bruit du monde m'est rentré dans l'oreille, L'Harmattan, 2012 (ASIN B00818IB9A).
- Celle qui venait d'ailleurs, Les Cahiers de l'Egaré, 2014  (ISBN 2355020310).
- Olympe de Gouges : « Non à la discrimination des femmes », éditions Actes Sud, 96 p., 2014  (ISBN 2330032420).
- Angela Davis : « Non à l'oppression », Actes Sud Junior, 96 p., 2017  (ISBN 2330081979).
- Léonard Peltier : « Non au massacre du peuple indien », Actes Sud Junior, 96 p., 2017  (ISBN 2330073070).

### Théâtre
- Les Gardiens du silence, 1988
- Letera amorosa, 1989
- Les Voleurs de mémoire, 1990
- Filles de..., 1991
- Médée, création radio, France Culture, 1996
- Armor, Éditions Lansman, 1996
- L'Oubli, 1998
- Conte, théâtre, 1998
- Ariel, 1998
- Méduse, 1999
- Dis la vie comment ça marche - Peurs, Les Cahiers de l'Égaré, 1999
- Démons aux anges, Les Solitaires Intempestifs, Collection Bleue, 2001  (ISBN 2912464935)
- Le Monde à l'envers, pièce radiophonique, France Culture, 2002
- L'Autre Guerre, éditions du Tournesol, 1992, Éditions Syllepse, coll. « Côté Cour », 70 p., 2003  (ISBN 2847970444)
- Fragments d'humanités, 2004
- Les Gardiens du rêve, 2006
- Battements d'ailes : clichés féminins/masculins aujourd'hui suivi de Portraits d'habitants, Elsa Solal, Dominique Loiseau, Alain Pierremont, préface de Michelle Perrot, Les Cahiers de l'Égaré, 141 p., 2015  (ISBN 2355020531)
- Olympe de Gouge, Manage, Belgique, Éditions Lansman, 2018, 35 p.  (ISBN 978-2-8071-0192-0)

### Adaptations théâtrales (sélection)
Parmi une liste non exhaustive :
- Les Voleurs de mémoire, mise en scène d'Elsa Solal, Théâtre Jean- Vilar, Vitry-sur-Seine, Rencontres Charles Dullin, 1990
- Épilogue à Sir Wilfred Cotton ou D. Warrilow, mise en scène de Philip Boulay, Théâtre de l'Athénée-Louis-Jouvet, dans le cadre de Romans du Théâtre, Académie expérimentale des Théâtres, 1995
- Amor, mise en scène de Philip Boulay, La Ferme du Buisson, Marne-la-Vallée, 1997
- La Horde, mise en scène de Thierry Atlan, Théâtre de la Tempête, Vincennes, 1997
- Dispute ou le Fol Amour, mise en scène Thierry Atlan, Gare au Théâtre de Vitry-sur-Seine, 1997
- Le Trou, no man's land, mise en scène Mustapha Aouar, Gare au Théâtre de Vitry-sur-Seine, 1998
- L'Autre guerre, mise en espace d'Emmanuel Demarey et M. Cochet, Forum Blanc Mesnil, Aubervilliers, 1998
- Médée, mise en scène de Blandine Masson, Scène nationale de Bourges, 1998
- Amor, reprise au Théâtre Gérard-Philipe (Saint-Denis), 1998
- L'Oubli, mise en scène A. Dellosse, La Coupole - Scène nationale de Melun-Sénart, 1999
- Ariel, Festival d'Avignon officiel, 1999'
- Méduse, mise en scène Thierry Atlan, Théâtre de la Tempête, 1999
- Peurs, mise en scène Christian Collin et G. Buisson, La Coupole - Scène Nationale de Melin-Sénart, 1999
- L'Autre Guerre, mise en espace de Philip Boulay, 1999 - 2000
- Démons aux anges, mise en scène de Philip Boulay, Le Granit, Scène Nationale de Belfort, 2001
- L'Autre Guerre, mise en scène de Frédéric de Rougemont, Théâtre 95, Cergy-Pontoise, 2002

## Distinctions
- 1994 : bourse du Centre national du livre
- 2000 : lauréate En Quête d'Auteurs AFAA/Beaumarchais